# Penarie
Penarie is een plaats in de Australische deelstaat New South Wales.